# Осада Джидды
Осада Джидды (12 апреля 1517 года) — последнее столкновение между португальцами и мамлюками, случившееся в 1517 году из-за морских разногласий на Аравийском полуострове.

## Предыстория

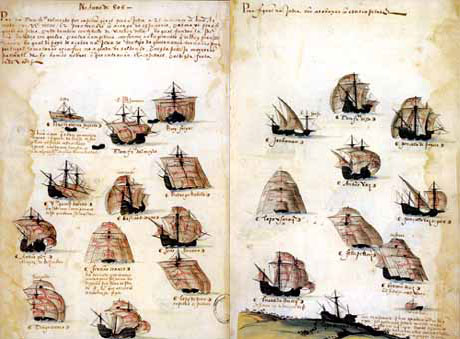
Седьмая Португальская Индийская Армада, сражавшаяся в Индийском океане с 1505 года.

В 1500 году португальцы захватывают арабское торговое судно, которое шло из Джидды с грузом специй. Они объявляют, что груз принадлежит им по праву, так как им предоставлен приоритет на рынке специй правительством Калькутты. Этот инцидент вызывает столкновение между арабскими купцами и португальцами, которое приводит к гибели десятков португальцев.
В ответ португальцы сжигают арабские суда и бомбардируют Калькутту. После установления колоний в Индии, португальцы в 1503 году захватывают египетский корабль, а в 1504 году уничтожают 17 кораблей Мамлюкского султаната в индийском порту. Эти события вызывают шок у мамлюков, которые не привыкли к угрозам со стороны Индийского океана, а не только со стороны Средиземного моря.
Кампания, которую осуществляли мамлюки и их союзники, закончилась полным поражением. Португальцы одерживали победу за победой, превосходя соперников как по мощи своего флота, так и в искусстве боя. Вероятно, ключевой фактор успеха португальцев был их превосходство в области морской войны.
Несмотря на то что мамлюки были отличными наездниками, они не смогли справиться с вооруженными судами португальцев. В ходе сражений их флот был значительно ослаблен, что привело к поражениям и потерям. Португальские корабли оказались непобедимыми в соперничестве, причем поразительная победоспособность их флота стала решающим фактором в исходе войны.
Таким образом, кампания мамлюков и их союзников стала катастрофой, так как их силы были неэффективными против превосходящего противника в морском пространстве. Эта серия поражений стала демонстрацией мощи португальской империи и ее возможности контролировать торговые пути и побеждать в военных конфликтах. Португальское королевство лидировала в Аравийской полуострове вплоть до 1517 года

## Ход осады
В период с 1514 по 1516 годы, османская империя сотрудничала с мамлюкскими правителями против португальцев. Эта совместная деятельность включала предоставление адмирала по имени Сельман Рейс, а также оружия и артиллерии. Сельман Рейс вступил на службу у мамлюков и возглавил группу из 2000 левантийских вооруженных бойцов, несмотря на возможное нежелание османского султана. В Джидде и Александрии были созданы артиллерийские укрепления. Однако эта фокусировка на борьбе с португальцами привела к ослаблению мамлюкских сил на Восточном фронте против османов. Затраты на эту операцию были огромными, примерно 400 000 динаров.
После того, как португальцы прервали торговлю пряностями между Индией и Египтом, Сельман Рейс во главе флота из 19 кораблей 3 000 человек и 1300 турок отправился в Индийский океан. Он покинул Суэц в конце сентября 1515 года и построил крепость в Камаране. Однако они не смогли завоевать Йемен и Аден в апреле 1517 года. Объединенный флот смог защитить Джидду от португальцев.
По разным источникам, когда адмирал Сельман Рейс увидел португальский флот в гавани, он атаковал их, обстреливая своими орудиями и уничтожив несколько их кораблей. Во время битвы одна из пушек Сельмана Рейса взорвалась, но он вернулся в Джидду без серьезных повреждений. Несмотря на частичное сожжение его корабля, нападение Сельмана Рейса было успешным в отражении португальцев, и они покинули Джидду, направляясь в Йемен.

## Последствия
Мамлюкский султанат и португальцы были вовлечены в серьезные боевые действия в период с 1514 по 1516 годы, во время которых османская империя оказала поддержку мамлюкским правителям. Однако, в конечном итоге, мамлюкский султанат был разгромлен османами и его земли присоединены к Османской империи в 1517 году.
В это же время португальцы, после прекращения торговли пряностями между Индией и Египтом, удалились на остров Камаран и провели там около трех месяцев в штиле. Затем они отправили бригантину для торговли с местными арабскими народами, но эту миссию прервал Сельман Рейс и его люди, которые захватили 17 португальских моряков и отправили их в Константинополь.
Губернатор португальской Каликута ограничил торговлю Джиддой и блокировал ее, вызвав ухудшение состояния этого ключевого торгового порта. Совместная блокада и введение налогов привели к фактическому прекращению деятельности Джидды в качестве международного торгового центра.
Таким образом, в период с 1514 по 1516 годы османская империя сотрудничала с мамлюкскими правителями против португальцев, но после победы османов над мамлюками, португальцы вынуждены были уйти на остров Камаран и блокировать торговлю в Джидде.